# Horizon (lijn)

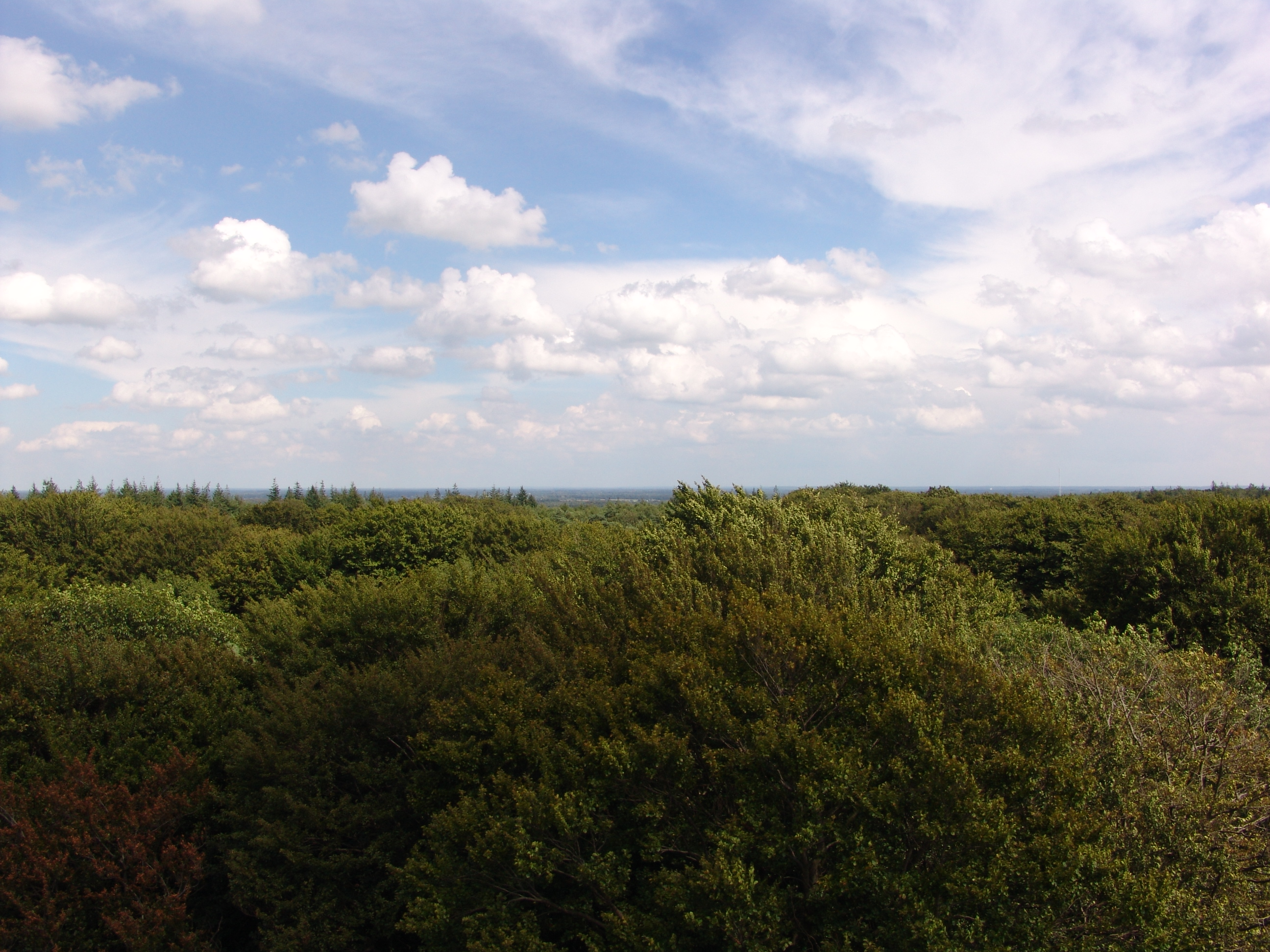
De horizon vanaf een uitkijktoren in een bos op de Utrechtse Heuvelrug

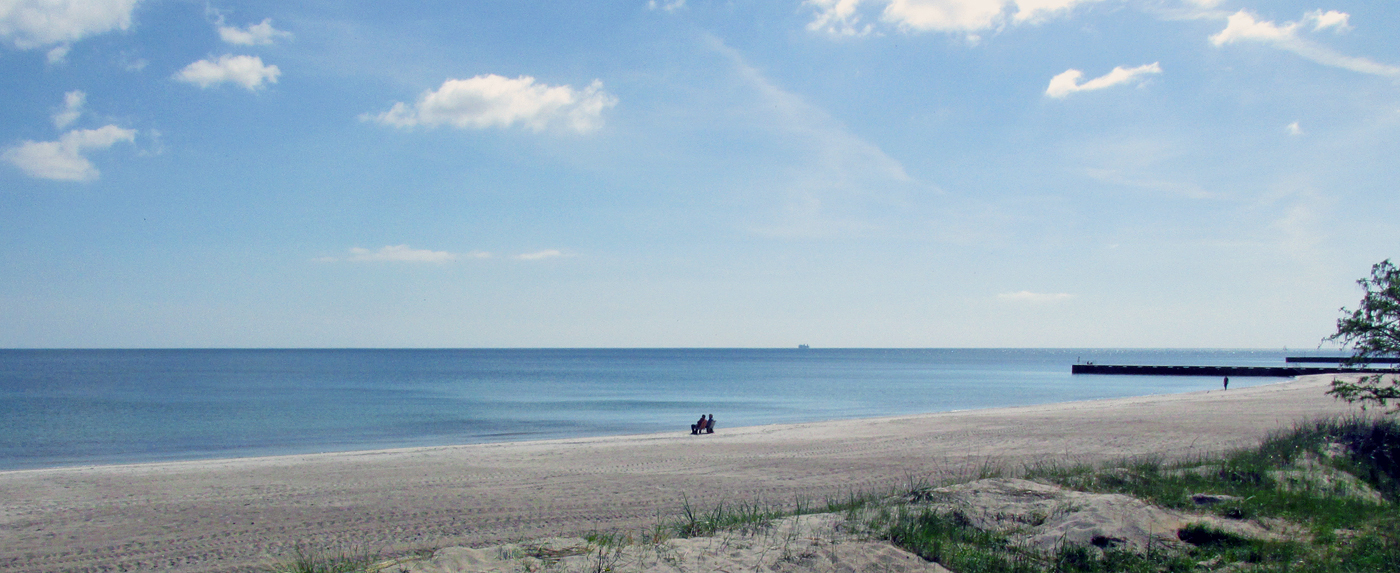
De horizon vanaf het strand

De horizon (Oudgrieks: ὁρίζων, begrenzende), ook kim of (gezichts)einder genoemd, is de denkbeeldige lijn tot waar men  het aardoppervlak kan zien, als het zicht niet wordt belemmerd door een skyline van gebouwen, heuvels, bomen. Het is de lijn waar het aardoppervlak en de lucht elkaar lijken te raken. De zichtbare horizon is afhankelijk van de (oog)hoogte van de waarnemer en kan beschouwd worden als een cirkel op het aardoppervlak waar de raaklijnen uit het oog van de waarnemer het oppervlak raken.

## Kimduiking

### Ware kimduiking

De ware kimduiking, veroorzaakt door de hoogte van de waarnemer, en de schijnbare kimduiking, gemiddeld 5% verder weg door refractie en 8% hoger.

Kimduiking is de hoek tussen de richting van de kim en de horizontale richting. Zodra een waarnemer enige hoogte boven het aardoppervlak heeft, is de horizon die waargenomen wordt niet gelijk aan de horizontaal, of de lokale horizon van het horizontale coördinatenstelsel. Dit komt onder andere door de kromming van de aarde en is afhankelijk van de (oog)hoogte h van de waarnemer. Bij de ware kimduiking worden de effecten van de atmosfeer niet meegerekend. De hoek k in boogminuten wordt bij een waarnemershoogte h in meters:
{\displaystyle k=1,92\cdot {\sqrt {h}}}
Voor de afstand d in kilometers tot de horizon geldt dan:
{\displaystyle d=3,57\cdot {\sqrt {h}}}

### Aardse refractie, schijnbare kimduiking
Naast de ware kimduiking zorgt de atmosfeer voor refractie, de aardse refractie of straalbuiging. Gemiddeld lijkt de horizon hierdoor 8% hoger. De correctie hiervoor wordt samengevoegd met de ware kimduiking, resulterend in de schijnbare kimduiking ks (dip); 0,92 · ware kimduiking:
{\displaystyle k_{s}=1,77\cdot {\sqrt {h}}}
De afstand d in kilometers wordt dan:
{\displaystyle d_{s}=3,75\cdot {\sqrt {h}}}
Deze gemiddelde waarden zijn niet constant, maar afhankelijk van de toestandskromme. Als er een groot temperatuursverschil is tussen het water of land en de onderste luchtlaag, zal de dichtheid met de hoogte niet op de normale manier veranderen. Bij rustig, heiig weer wordt de onderste luchtlaag afgekoeld en verandert de dichtheid daar sneller. Hierdoor treedt superrefractie op, waardoor kimverheffing op kan treden — dus boven de ware horizon — en zelfs luchtspiegelingen. De geografische dracht is dan veel groter dan normaal. Andersom kan bij buiig of helder weer de onderste luchtlaag opgewarmd worden en de dichtheid langzamer veranderen. De optredende subrefractie kan zo sterk zijn dat de schijnbare kim lager ligt dan de ware kim. De geografische dracht is dan kleiner dan normaal.
Midden op zee zijn de temperatuursverschillen over het algemeen beperkt en zijn de afwijkingen beperkt tot maximaal 2 boogminuten. Een grotere afwijking kan wel optreden na de passage van de buienlijn. Ook in binnenzeeën en bij de kust is het effect sterker door de kortere weg die de lucht over water heeft afgelegd. Gebieden die hierom bekendstaan zijn de Oostzee, de Rode Zee, de Perzische Golf, de westkust van Afrika, de grenzen van de Golfstroom en de poolstreken. De grootte van de afwijking is aan boord van een schip vrijwel niet vast te stellen.

### Afstand tot de horizon: voorbeelden
De tabel geeft enkele voorbeelden van de afstand tot de horizon - zonder correctie voor aardse refractie - op verschillende hoogten. Refractie is niet in de berekening meegenomen.
| Voorbeeld            | Hoogte van de waarnemer h (m) | Afstand tot de horizon d (km) |
| -------------------- | ----------------------------- | ----------------------------- |
| Ooghoogte            | 1,75                          | 4,7                           |
| Zolderraam           | 7,00                          | 9,4                           |
| Domtoren             | 100                           | 36                            |
| Atomium              | 102,7                         | 36                            |
| Vaalserberg          | 322                           | 64                            |
| Signaal van Botrange | 694                           | 94                            |
| Mont Blanc           | 4811                          | 250                           |
| Verkeersvliegtuig    | 10.000                        | 360                           |

De afstandstoename per hoogtetoename (in bijvoorbeeld km/m) is eerst hoog, maar neemt geleidelijk af. Vanwege de wortel-afhankelijkheid moet men steeds 4 maal zo hoog gaan om 2 maal zo ver te kijken (ooghoogte-zolderraam), of bijvoorbeeld 100 keer zo hoog voor een 10 maal wijdere horizon (Domtoren-verkeersvliegtuig).

## Algemene uitdrukkingen
De uitdrukkingen hierboven gelden voor de aarde en zijn een goede benadering als de hoogte h aanzienlijk kleiner is dan de straal R (voor de aarde gemiddeld 6371 km).
Er zijn ook algemene uitdrukkingen voor de afstand tot de horizon op te stellen. (Hierin hebben alle grootheden, h, R en d dezelfde eenheden, bijvoorbeeld meters.)
In het algemeen is de afstand tussen de horizon en het oog van de waarnemer, in rechte lijn:
{\displaystyle d_{r}={\sqrt {2Rh+h^{2}}}}
Gemeten over de grond is de afstand van de horizon tot de positie van de waarnemer:
{\displaystyle d_{g}=R\arctan {\frac {\sqrt {2Rh+h^{2}}}{R}}=R\arccos {\frac {R}{R+h}}}
Op geringe hoogte (h << R) verschillen de afstanden dr en dg niet veel. Beide zijn dan te benaderen door de uitdrukking
{\displaystyle d={\sqrt {2Rh}}}
De ware kimduiking is in radialen k = dg/R. Als h << R geldt bij benadering
{\displaystyle k={\sqrt {\frac {2h}{R}}}}
Voorbeelden:
- Voor een waarnemer op de grond (ooghoogte 1,75 m) is op aarde (R = 6371 km) de afstand tot de horizon 4,7 km. Op de maan (R = 1738 km) zou dezelfde waarnemer de horizon zien op een afstand van 2,5 km.
- Het internationaal ruimtestation (ISS) bevindt zich op een hoogte van ongeveer 350 km boven de aarde. De afstand tot de horizon is in rechte lijn dr = 2141 km en gemeten over de grond dg = 2065 km. De benadering zou geven d = 2112 km.

## Plaatsbepaling
Bij astronavigatie moet een waarnemer de hoek bepalen tussen een hemellichaam en het horizontale vlak. Het gebruikte hulpmiddel is de sextant. Om een hoogtemeting te kunnen maken, is het noodzakelijk dat er een stabiele referentie is. Een luchtvaartsextant bepaalt een kunstmatige horizon met een waterpas of gyro, maar op een schip zorgen de versnellingen die optreden door het slingeren en stampen voor versnellingen die een schijnbare horizontaal veroorzaken die afwijkt van de werkelijke horizontaal. Daarom wordt aan boord van schepen de kim als referentie genomen.

## Schilderkunst
De horizon is in het lijnperspectief een belangrijk hulpmiddel. Evenwijdige lijnen komen bij elkaar op de horizon. Verder steekt alles wat hoger is dan het standpunt van de tekenaar of schilder uit boven de horizon. Alles wat lager is dan de schilder, is lager dan de horizon. Dit is vooral van belang voor het tekenen van mensen.